# 極性移動

オーキシンの極性移動の実験

極性移動（きょくせいいどう、英: Polar auxin transport）とは、植物体内において、植物ホルモンであるオーキシンの移動に方向性があることをいう。オーキシンの極性移動ともいう。これは細胞膜上の、主にPINと呼ばれるグループのオーキシン輸送タンパク質のはたらきによる。

## 概要
茎の頂端部側の切り口にオーキシンを含む寒天を載せると、オーキシンは基部側に向かってすみやかに移動する。一方、基部側の切り口にオーキシンを含む寒天を載せると、オーキシンは頂端部側に移動しない。また、重力方向を逆さにして同じ実験を行っても、結果は同じになる。このことから、オーキシンの進む方向には一定の方向性があると考えられるようになった。これがオーキシンの極性移動である。この移動は細胞膜に存在する膜輸送体（輸送タンパク質）によるものであることが後に分かった。細胞の頂端側の細胞膜にはAUXタンパク質が存在し、このタンパク質の中をオーキシンが移動することで細胞内にオーキシンが能動輸送で取り込まれる。細胞の基部側の細胞膜にいはPINタンパク質が存在し、このタンパク質の中をオーキシンが移動することで細胞外にオーキシンが能動輸送で排出される。この膜タンパク質の局在の分布が極性移動を引き起こしているのである。PINはオーキシンを排出するという点で植物の生理現象に対し非常に重要な働きをしている
。

## 作用
オーキシンの極性移動はさまざまな作用を引き起こす。
- 光屈性

オーキシンの濃度によって、光に当たる方向に向かって植物が屈曲する屈性。
- 重力屈性

オーキシンの濃度によって、重力に対して植物が屈曲する屈性。
- 頂端分裂組織の形成

オーキシンの濃度によって、頂端分裂組織の誘導が引き起こされる。